# Хархаліс Микола
Микола Хархалі́с (3 грудня 1894[джерело?], Яворів — 3 жовтня 1983, Торонто[джерело?]) — український галицький військовий, громадський та кооперативний діяч. Поручник армії Австро-Угорщини, четар УГА. Яворівський повітовий військовий комендант ЗУНР. Дід Надзвичайного та Повноважного посла Канади в Україні Романа Ващука.

## Життєпис
Народився у сім'ї міщан-хліборобів. Народну школу їм. Тараса Шевченка закінчив у Яворові, а гімназію в Перемишлі. Воював, зокрема, у лавах армії Австро-Угорщини (мав звання фенрих), Легіону Січових Стрільців, УГА. Брав участь у встановленні влади ЗУНР в Яворові та повіті 1 листопада 1918 року.
У 1930-х роках: начальний директор Бучацького Повітового Союзу Кооператив (ПСК, 1933—1939 роки, член Виділу Бучацької повітової філії «Просвіти». За діяльність на благо українського народу переслідувався польською владою: перебував під наглядом жандармерії, арештовувався 16 разів, востаннє — 1 серпня 1939. Засновував хори у селах Бучацького повіту.
Автор спогадів до історико-мемуарного збірника «Бучач і Бучаччина», які датував 17 липня 1972 року, написав у Торонто. Диригент хору бучацької «Просвіти».
Фундатор Енциклопедії Українознавства, ГЦУС, член Фундації імені Тараса Шевченка в Канаді. На видання збірника «Бучач і Бучаччина» надав 15 доларів ЗДА.
Помер у Торонто[джерело?].